# 234
El 234 (CCXXXIV) fou un any comú començat en dimecres del calendari julià.

## Esdeveniments
- L'emperador romà, Alexandre Sever, i la seva mare, Júlia Mamea, es traslladen a Mogoncíacum (actual Magúncia), capital de la Germània Superior, on els seus generals han preparat una ofensiva militar i han bastit un pont per travessar el Rin. Tanmateix, Alexandre prefereix negociar la pau pagant un subsidi als alamans, decisió que suscita la ira de les legions i li costa la confiança de les tropes.